# Islam au Cameroun
Voir aussi

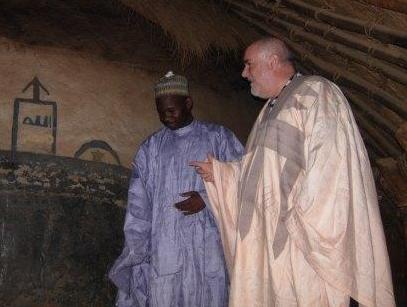
Un imam de la Région de l'Adamaoua avec un diplomate américain

Les musulmans constituent environ 30%des 28millions d'habitants du Cameroun. En général, ils ne rattachent pas à un courant précis de l'islam, mais ils s'identifient comme sunnites bien qu'il existe une minorité chiite 2%et une minorité équivalente adepte de l'ahmadisme. 
Les Camerounais musulmans vivent surtout dans la Région de l'Adamaoua, au Nord, à l’Extrême-Nord, au Nord-Ouest et à l'Ouest du pays pour le peuple Bamoun. 
Le Cameroun est un pays membre de l'Organisation de la coopération islamique.

## Histoire
L'Islam s'étend en Afrique subsaharienne, notamment à partir du XIe siècle, lors de la conversion à l'Islam du 12e roi du Kanem, Oumé, il règne de 1086 à 1097. Au XIXe siècle, la diffusion de l'Islam connait un essor avec le djihad lancé par le peul Ousman dan Fodio (1754-1817). Son lieutenant Modibbo Adama, dirige la campagne dans le Fombina (le Sud en langue peul) et fonde l'Émirat de l'Adamaoua, ce mouvement entraine la constitution des Lamidats, états musulmans favorisant la diffusion de l'islam dans ces régions de l'actuel Cameroun septentrional.

## L'islam sous la colonisation allemande
Lorsque l'Allemagne chercha à conquérir des territoires en Afrique, elle occupa le territoire du Cameroun en 1884, et en fit une colonie en 1902. Pendant la période coloniale, la région de l'Adamaoua et la région du lac Tchad furent gouvernées à l'aide d'une présence militaire forte et de lois simples. Les chefs musulmans locaux, appelés Lamido dans la région de l'Adamaoua, et sultans au Nord du Cameroun, restèrent en place bien que leur influence fût plus limitée qu'au XIXe siècle. Leur légitimité ne reposait plus sur d'autres autorités musulmanes africaines. Les institutions politiques locales du territoire restèrent en place, de même que les lois islamiques et les coutumes indigènes. Contrairement au pouvoir britannique au Nord du Nigeria, la colonie allemande n'imposa pas de taxes ni de réformes de l'agriculture avant 1913. Le Cameroun devint un territoire sous mandat administré par la France et le Royaume-Uni à la fin de la Première Guerre mondiale, et les réformes agraires purent avoir lieu.

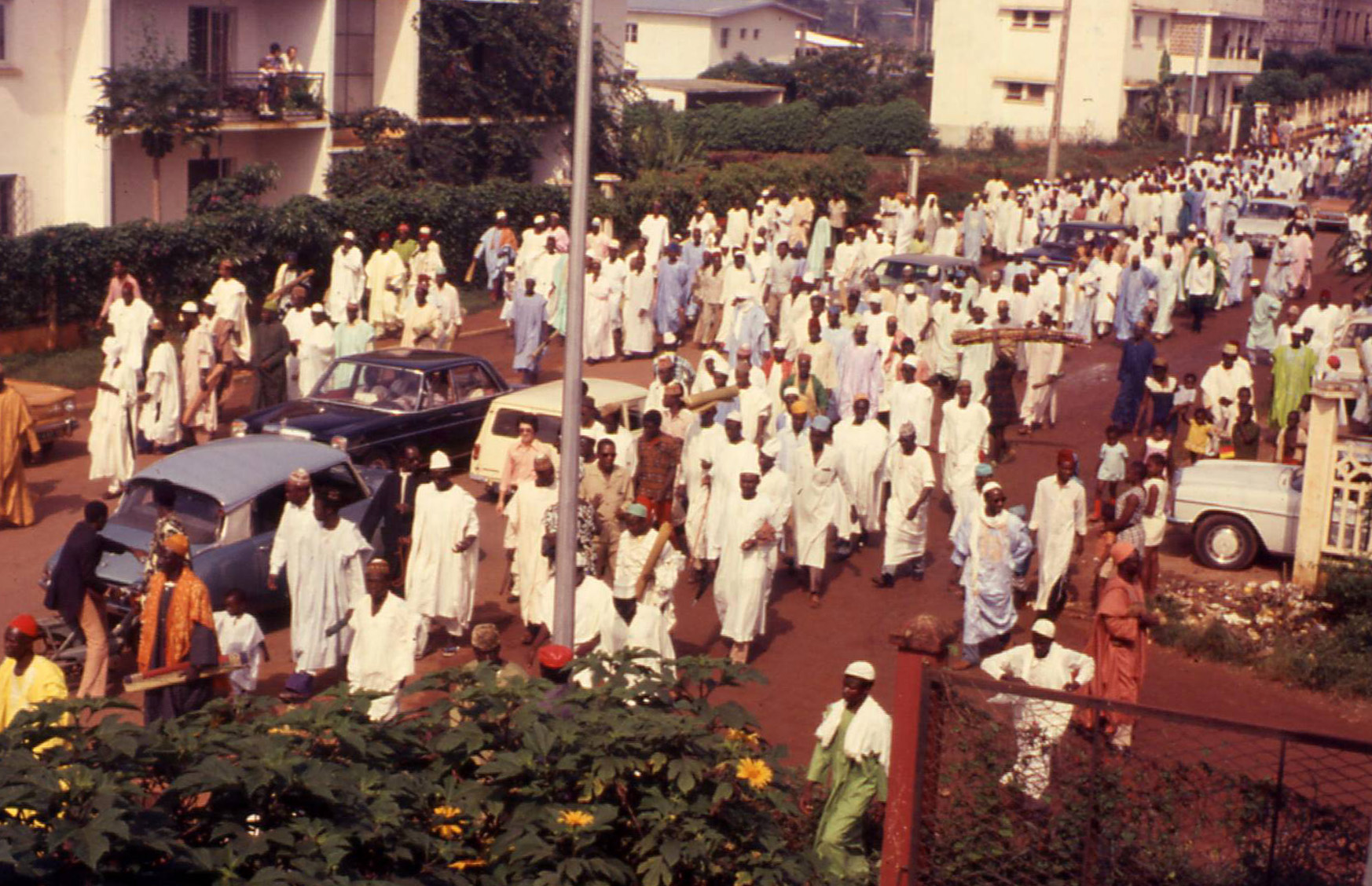
Fin du Ramadan à Yaoundé (1972)

## Ethnies musulmanes
Bien que présent dans les dix régions camerounaises, l'Islam est fortement implanté dans les trois régions septentrionales, Extrême-Nord, Nord et Adamaoua, qui concentrent 70% des musulmans du pays. Les foyers émergents sont constitués par le Noun et le Mbam (Bafia et Babouté).
Les Peuls sont un peuple pastoral nomade qui répandit l'islam au début du XIXe siècle en Afrique de l'Ouest, grâce au commerce et aux confréries soufies Qadiri et Tijani. Ils sont très présents dans les régions du Nord du Cameroun. Deux autres groupes ethniques sont considérés comme musulmans : les Kirdi qui vivent au Nord du Cameroun, et les Bamouns qui vivent à l'Ouest du Cameroun.

### Filmographie
- Prisonnières du bonheur, documentaire réalisé par Néna Baratier et Geneviève Louveau, CNRS Audiovisuel, Meudon, 1980, 14 min (VHS)